# Pöggstall
Pöggstall est une commune autrichienne du district de Melk en Basse-Autriche.